# Vlag van Tijnje

Vlag van Tijnje

De vlag van Tijnje is de dorpsvlag van het Nederlandse dorp Tijnje, in de Friese gemeente Opsterland. De vlag werd in 1994 geregistreerd. Het ontwerp van de vlag is van de hand van J.C. Terluin.

## Beschrijving
De beschrijving van de vlag is als volgt:
Een rode hijs van 1/3 vlaghoogte, met in de broektop een geel pompeblêd van 1/3 vlaghoogte; de vlucht links-schuin van wit en groen, belegd met zeven schuinbalken van het ene in het andere.
De kleuren zijn afkomstig van het dorpswapen.

## Symboliek
- Groene en witte schuinbalken: staan symbool voor de omgeving met petgaten en legakkers waar gewonnen turf op werd gelegd om te drogen.[3]
- Rode hijs: duidt op het dorp zelf dat oprijst uit het natte veengebied.[3]
- Deellijn: stelt de hoofdweg door het dorp voor.[3]
- Pompeblêd: staat voor de grote hoeveelheid water in de omgeving van het dorp.[3]

## Zie ook

Wapen van Tijnje